# Curimaguanus infrequentis
Genre
Synonymes
- Curimagua González-Sponga, 1987 nec Forster & Platnick, 1977

Espèce
Synonymes
- Curimagua infrequentis González-Sponga, 1987

Curimaguanus infrequentis, unique représentant du genre Curimaguanus, est une espèce d'opilions laniatores de la famille des Zalmoxidae.

## Distribution
Cette espèce est endémique de l'État de Falcón au Venezuela. Elle se rencontre vers Petit.

## Description
Le mâle holotype mesure 3,03 mm et la femelle paratype 3,35 mm.

## Systématique et taxinomie
Cette espèce a été décrite sous le protonyme Curimagua infrequentis par González-Sponga en 1987. Le nom Curimagua González-Sponga, 1987 étant préoccupé par Curimagua Forster & Platnick, 1977, il est renommé Curimaguanus par González-Sponga en 2003.

## Publications originales
- González-Sponga, 1987 : « Aracnidos de Venezuela. Opiliones Laniatores I. Familias Phalangodidae y Agoristenidae. » Boletin de la Academia de Ciencias Fisicas, Matematicas y Naturales, vol. 23, p. 1–562 (texte intégral).
- Kury, 2003 : « Annotated catalogue of the Laniatores of the New World (Arachnida, Opiliones). » Revista Ibérica de Aracnología, vol. 1 especial monográfico, p. 1–337 (texte intégral).